# Temporada 1951-1952 del Liceu
La temporada 1951-1952 es va representar per última vegada al Liceu la tetralogia wagneriana completa, en la direcció es van alternar Karl Elmendorff i Rudolf Kempe.
| Temporada 1951-1952 del Liceu |                   |                     |                   | |           |       |
| Òpera                         | Compositor        | Director musical    | Director d'escena | Papers principals | Producció | Dates |
| La dona sense ombra           | Richard Strauss   |                     |                   | |           |       |
| Aida                          | Giuseppe Verdi    |                     |                   | Mario Filippeschi |           |       |
| La verbena de la Paloma       | Tomás Bretón      |                     |                   | Paco Martínez Soria, Pilar Torres, Manuel Ausensi, Encarna Mañez, Mercedes Vecino                                                                    |           |       |
| La fiamma                     | Ottorino Respighi |                     |                   | |           |       |
| El tríptic                    | Giacomo Puccini   |                     |                   | |           |       |
| Tristan und Isolde            | Richard Wagner    | Karl Elmendorff     | Hans Meissner     | Max Lorenz/Günther Treptow, Arnold van Mill, Gertrude Grob-Prandl/Paula Baumann, Hermann Rohrbach, Wilhelm Felden, Johanna Blatter, Bartomeu Bardagí |           |       |
| Die Walküre                   | Richard Wagner    |                     |                   | Gertrude Grob-Prandl |           |       |
| Siegfried                     | Richard Wagner    |                     |                   | Gertrude Grob-Prandl |           |       |
| Götterdämmerung               | Richard Wagner    |                     |                   | Gertrude Grob-Prandl |           |       |
| Tannhäuser                    | Richard Wagner    |                     |                   | Gertrude Grob-Prandl |           |       |
| Maruxa                        | Amadeu Vives      |                     |                   | Manuel Ausensi |           |       |
| La bohème                     | Giacomo Puccini   |                     |                   | Manuel Ausensi |           |       |
| La traviata                   | Giuseppe Verdi    | Napoleone Annovazzi | Augusto Cardi     | Elena Rizzieri, Ken Neate, Rolando Panerai |           |       |